# Rohde & Schwarz

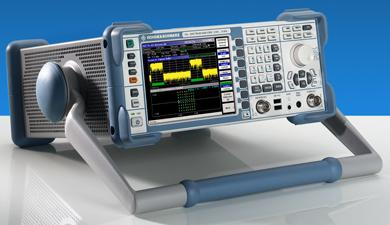
Exemple d'aparell de mesura

Rohde & Schwarz GmbH & Co KG (/ˈroʊdə...ˈʃwɔrts/, alemany: [ˈʁoːdə ʔʊnt ˈʃvaʁts]) és un grup d'electrònica internacional especialitzat en els camps d'equips de prova/mesura electrònica, difusió i mitjans de comunicació, ciberseguretat, radiomonitorització i radiolocalització i radiocomunicacions. L'empresa ofereix productes per a la indústria de comunicacions sense fil, broadcast & media, ciberseguretat i electrònica, aeroespacial i defensa, seguretat nacional i infraestructures crítiques.
A més de la seu de Múnic, hi ha seus regionals als Estats Units (Columbia, Maryland) i a Àsia (Singapur). Uns 8.700 dels empleats de l'empresa treballen a Alemanya. A tot el món, la companyia té un total d'uns 13.800 empleats en més de 70 països.